# La Fée aux choux
Pour plus de détails, voir Fiche technique et Distribution.
La Fée aux choux est un film français réalisé par Alice Guy, sorti en 1896, qui a connu plusieurs versions, et qui montre une fée qui retire des nouveau-nés de choux. Selon la petite-fille d'Alice Guy, le thème aurait été inspiré par l'invention des couveuses et leur présentation à l'Exposition universelle de Paris de 1889. Elles sont également présentées en janvier 1896 au 26 boulevard Poissonnière à Paris.
La Fée aux choux est historique car il s'agit du premier film réalisé par une femme. Elle-même se désigne comme « directrice de prises de vues ».
D'autre part, La Fée aux choux est parfois considéré comme la première fiction de l'histoire du cinéma,,, mais cette primauté est également attribuée à Louis Lumière pour L'Arroseur arrosé, tourné au printemps 1895,, ou à Émile Reynaud et ses premières pantomimes lumineuses, prémices du cinéma d'animation, présentées au public dès octobre 1892,,.

## Fiche technique
- Titre : La Fée aux choux, ou La Naissance des enfants
- Réalisation :  Alice Guy
- Société de production : Société L. Gaumont et compagnie
- Pays de production :  France
- Genre : fantastique
- Durée : 1896 : inconnue ; 1900 : 51 secondes (métrage : 23 m) ; 1902 : 4 minutes et demi
- Format : noir et blanc - 58 mm sans perforations, puis 35 mm format Edison - muet
- Dates de sortie : 1896 (format 58 mm), 1900 et 1902 (format 35 mm)
- Licence : domaine public

## Synopsis (film de 1900)[13]
Dans un jardin, une fée salue le public (regard caméra) et se penche sur des choux immenses. Elle en sort comme par magie un, puis deux nouveau-nés, puis un troisième figuré par une poupée. Les bébés sont successivement déposés à terre au premier plan et continuent à gigoter, tandis que la fée se déplace en bougeant amplement les bras. Le film illustre la légende du folklore français selon laquelle les petits garçons naissent dans les choux et les petites filles dans les roses.

## Distribution
D'après les déclarations d'Alice Guy[Où ?], ce furent des comédiennes et comédiens amateurs qui tournèrent dans les différentes versions de son film, dont Germaine Serand et Yvonne Serand dans celle de 1902.

## Confusion sur deux ou trois versions du film
Alice Guy indique en 1914 dans The New Jersey Star que son premier film date de 1896 et qu'ayant été détruit (desintegrated), il a été refait au moins deux fois, comme ce fut le cas de tous les grands succès des débuts du cinéma. En effet, les copies des films demandés par les "tourneurs" forains et aussi par les particuliers aisés, étaient à cette époque tirés directement d’après le négatif original, et lorsqu'un film plaisait particulièrement au public, son négatif en venait à être rayé, voire cassé lors de centaines de passages répétés dans la machine de tirage. Si la demande persistait, il ne restait plus au producteur qu'à faire un autre tournage (les films primitifs étaient composés d'un seul plan, donc faciles à retourner) afin de satisfaire sa clientèle. Le plus souvent, le négatif d'origine était détruit (récupération des sels d'argent).
Ce fut le cas de La Sortie de l'usine Lumière à Lyon (3 versions) et de L'Arroseur arrosé de Louis Lumière (3 versions) (mais les deux frères ont gardé tous leurs négatifs, même détériorés) et de bien d'autres dont les auteurs reprenaient le même titre ou en profitaient pour adopter un titre plus accrocheur.
Ainsi, il y aurait eu plusieurs films connus sous le titre de La Fée aux choux. D'abord, en 1896, celui qui a été tourné avec le "Biographe", une caméra rachetée par Léon Gaumont à Georges Demenÿ, utilisant de la pellicule non perforée de 58 mm de large, entraînée par une came battante. Ce film mettait en scène deux hommes (un jeune marié, un paysan), et une femme (la jeune mariée).
Ensuite, en 1900, un remake qui fut tourné cette fois avec la pellicule perforée mise au point par Thomas Edison, le format 35 mm qui devint le standard des pellicules de cinéma. Ce film met en scène une femme (la fée) et deux bébés.
En 1902, une version longue de 4 minutes et demi, plus connue sous le nom de Sage-femme de première classe (ou La naissance des enfants), qui met en scène, d'après ses propres descriptions, trois personnages (la fée, la jeune mariée, le jeune marié, ainsi que six bébés et deux poupées, dont une d'un bébé noir, repoussé avec dégoût par le jeune couple — réflexe raciste courant à l'époque —) et qui emprunte également le motif légendaire des bébés sortis des choux.
Néanmoins, Alice Guy, dans ses témoignages donnés en 1953 et 1963, appelle le film de 1902 La Fée aux choux, ainsi que dans une lettre à Louis Gaumont (l'un des fils de Léon Gaumont) datée de 1954, pourtant explicite sur son contenu : « Dans la photo de La Fée aux choux figurent mes amies Germaine Serand et Yvonne Serand. », soit qu'elle le considère tout simplement comme un remake du précédent, soit qu'à son âge elle ait seulement oublié, voire ignoré, le titre différent, Sage-femme de première classe, donné dans le catalogue Gaumont de 1902, alors qu'à l'occasion de son interview sur ce dernier film, celui-ci lui est d'ailleurs présenté sous un autre titre, Les Aventures d'une sage-femme, qu'elle ne reconnaît pas, ce d'autant plus qu'il avait porté précédemment celui de La Naissance des enfants. Sur l'enseigne de la fée marchande de bébés on parvient à lire : Mme Féauchoux - Sage femme de 1ère classe.
En effet, Alice Guy décrit au moins deux scénarios différents sous le même titre :
- D'une part, dans une conférence de Victor Bachy de 1944 reprenant ses propos : « À Belleville, se trouvait un petit jardin, précédé d'une terrasse au sol bitumée, close par un grand mur. C'est là que je mis en scène mon premier film La Fée aux choux. Un rideau de fond brossé par un peintre éventailliste du voisinage, des rangées de choux découpés dans du carton et peints d'un vert cru, des bébés de carton, sauf celui qui devait être découvert pour leur plus grande joie par un couple d'amoureux. [...] Je ne vous dirais pas que ce fut une merveille. [...] Cependant, si extraordinaire que cela puisse paraître aujourd'hui ce fut un succès. » (à moins qu'elle ait omis l'apparition préalable d'une fée, ce serait donc à la jeune fille, qu'en 1944, elle donne ce nom), de même dans une lettre à Louis Gaumont de 1953 : « Deux jeunes mariés se promenaient dans les champs pendant leur lune de miel. Ils arrivaient auprès d'un champ de choux où un paysan travaillait. Le jeune homme se penchait à l'oreille de sa jeune femme et lui demandait si elle aimerait avoir un poupon. Elle acceptait en baissant les yeux (c'était la mode en 1900) et le jeune homme interrogeait le paysan. Celui-ci dérangé dans son travail leur donnait avec humeur la permission de chercher dans son champ. Le jeune mari découvrait tout d'abord un bébé de carton qui les décevait intimement mais la jeune femme entendait soudain un gazouillis derrière un chou plus éloigné, elle y courait et découvrait un beau poupon bien vivant qu'elle rapportait en triomphe à son mari. Après avoir dédommagé le paysan ils partaient tous les deux ravis pendant que le paysan retournait à son champ en haussant les épaules. » (ce scénario d'un film inconnu correspondrait à une version détruite de 1896), et dans ses mémoires, au sujet de sa première version tournée à Belleville : « Comme artistes : mes camarades, un bébé braillard, une mère inquiète bondissant à chaque instant dans le champ de l'objectif ». On notera le pluriel du mot camarades, car il y a deux personnages masculins adultes dans le scénario de 1896[14] ;
- D'autre part, dans son interview de 1963, au vu cette fois des photos du film de 1902 : « On m'a donné deux assistants [...] Louis Feuillade [...] et une secrétaire, Yvonne Serand qui joua dans La fée aux choux et deviendra la femme du metteur en scène Arnaud », ce qui correspond bien au film de 1902, intitulé dans le catalogue Gaumont Sage-femme de première classe, alors qu'y figure la mention Mme Féauchoux sur l'enseigne de la marchande de nouveau-nés[18]. Elle réitère cette affirmation dans une lettre à Louis Gaumont de 1954 : « Dans la photo de La Fée aux choux figurent mes amies Germaine Serand et Yvonne Serand[14]. »

Par ailleurs, entre les deux s'intercale le film de 1900, dont la page de titre mentionne : « Gaumont – The Cabbage Patch Fairy (La Fée aux choux) – Alice Guy – 1900 », qui est retrouvé en 1996 seulement au Svenska Filminstitutet, et correspond à celui décrit, là encore sous un autre titre, dans le catalogue Gaumont de 1901 comme : « Une fée dépose des bébés vivants qu'elle retire des choux », ce qui démontre que les titres des films peuvent être modifiés dans les catalogues Gaumont et dément au surplus les propos de Maurice Gianati selon lesquels elle n'aurait pas tourné avant 1902. Enfin, si le négatif de 1896 fut détérioré par les tirages de copies, comme l'affirme Alice Guy, cela peut expliquer qu'il ne figure pas dans les catalogues Gaumont de 1901 et 1902.
Dès 1914 et jusque dans ses mémoires posthumes, Alice Guy déclare avoir fait le film en 1896. Léon Gaumont confirme cette date,. Or, si elle a bien débuté en 1896, on ne voit aucune raison de lui refuser la qualité d'auteure du premier film Gaumont.